# Mickaël Landreau
Mickaël Vincent André-Marie Landreau (Machecoul, el 14 de maig de 1979) és un exfutbolista professional francès que jugava com a porter. Posteriorment ha fet d'entrenador de futbol.
El 13 de maig de 2014, l'entrenador de la selecció francesa Didier Deschamps el va incloure a la llista final de 23 jugadors que representaran França a la Copa del Món de Futbol de 2014.